# Marcia Maria
Márcia Maria était une chanteuse de jazz brésilienne et spécialiste de la bossa nova, née à Rio de Janeiro, au Brésil et morte le 27 juillet 2018.
Elle sera beaucoup regrettée par la communauté des musiciens, autant pour son talent que pour son charme et sa gentillesse. A Deus, Marcia !

## Biographie
Elle fait ses débuts en 1968 à Rio de Janeiro. Après avoir connu le succès dans son pays natal, elle part en 1981 pour l'Europe, où elle poursuit l'essentiel de sa carrière, se produisant dans de nombreux festivals français. Elle a vécu neuf ans en Belgique puis à Paris.

## Discographie
- Recado de Paz, 1977
- Marcia Maria, Capitol, 1978
- Amigo Branco, 1978
- Tambourine , 1978
- Colo de Rio, Caravage, 1985
- Brasil Nativo, CY Records, 1988
- Passion, Igloo, 1995
- Compositor, E-Motive, 2005